# سفره‌ماهی نقاب‌دار نینگالو
سفره‌ماهی نقاب‌دار نینگالو (نام علمی: Neotrygon ningalooensis) نام یک گونه از سرده سفره‌ماهی نقاب‌دار است.